# Madagaszkári labdarúgó-válogatott
A madagaszkári labdarúgó-válogatott - avagy becenevükön a Bareák - Madagaszkár nemzeti csapata, amelyet a madagaszkári labdarúgó-szövetség (franciául: Fédération Malagasy de Football) irányít. Az indiai-óceáni szigetország nemzeti tizenegye még nem jutott ki sem a labdarúgó-világbajnokságra, sem pedig az afrikai nemzetek kupájára. Legnagyobb sikerüket a 2004-es afrikai nemzetek kupája-selejtezőjén aratták, mikoris hazai pályán 1–0-s arányban sikerült legyőzniük Egyiptom labdarúgó-válogatottját.
A Barea becenevet az ország címerén látható zebu egyik fajáról kapták.

## Nemzetközi eredmények
Indiai-óceáni játékok
- Aranyérmes: 2 alkalommal (1990, 1993)
- Ezüstérmes: 2 alkalommal (1998, 2007)

## Világbajnoki szereplés
- 1930 - 1970: Nem indult.
- 1974: Visszalépett.
- 1978: Nem indult.
- 1982: Nem jutott be.
- 1986: Nem jutott be.
- 1990: Nem indult.
- 1994 - 2022: Nem jutott be.

## Afrikai nemzetek kupája szereplés
- 1957–1970: Nem indult.
- 1972: Nem jutott be.
- 1974: Nem jutott be.
- 1976: Visszalépett.
- 1980 - 1988: Nem jutott be.
- 1990: Visszalépett.
- 1992: Nem jutott be.
- 1994: Nem indult.
- 1996: Visszalépett a selejtezők során.
- 1998: Az 1996-os visszalépés miatt eltiltották.
- 2000–2017: Nem jutott be.
- 2019: Kijutott

## Játékosok

### Jelenlegi keret
A 2010-es labdarúgó-világbajnokság Comore-szigetek elleni selejtező-mérkőzésére nevezett játékoskeret.
| Szám | Poszt | Név                       | Születési dátum (Kor) | Vál. | Klub                 |
| ---- | ----- | ------------------------- | --------------------- | ---- | -------------------- |
| 1    | K     | Jean Raharison            | 1979. augusztus 23.   |      | USCA Foot            |
| 2    | KP    | Sedera Randriamparany     |                       |      | Ajesaia              |
| 3    | CS    | Faneva Imà Andriantsima   | 1984. június 3.       |      | FC Nantes            |
| 4    | V     | Hermaine Ralantoarinivo   |                       |      |                      |
| 5    | KP    | Julien Eric Rakotondrabe  | 1980. december 1.     |      | USCA Foot            |
| 6    | KP    | Johann Paul               | 1981. május 5.        |      | Pau FC               |
| 7    | V     | Jean Tholix               |                       |      | AS Adema             |
| 8    | V     | Mazinot Valentin          | 1981. február 14.     |      | USCA Foot            |
| 9    | KP    | Hubert Robson             |                       |      | Fanilo Japan Actuels |
| 10   | KP    | Jean Tsaralaza            |                       |      | AS Adema             |
| 11   | CS    | Paulin Voavy              |                       |      | Saint-Pauloise FC    |
| 12   | KP    | Lalaina Nomenjanahary     |                       |      | Ajesaia              |
| 13   | KP    | Rija Rakotomandimby       |                       |      | USCA Foot            |
| 14   | V     | Gervais Randrianarisoa    |                       |      | Ajesaia              |
| 15   | V     | Tojonavalona Rajaonarisoa |                       |      | AS Adema             |
| 16   | K     | Bruno Rajaozara           |                       |      | AS Adema             |
| 17   | CS    | Jean-Marie Randriamalala  |                       |      | US Stade Tamponnaise |
| 18   | KP    | Taima Randrianimata       |                       |      |                      |

### A világbajnoki-selejtező keretébe hívott további játékosok
| Szám | Poszt | Név                                 | Születési dátum (Kor) | Vál. | Klub                 |
| ---- | ----- | ----------------------------------- | --------------------- | ---- | -------------------- |
|      | V     | Tsima Eddy Andriamihaja             |                       |      | AS Adema             |
|      | CS    | Jean Britton Mandilimana            |                       |      | SS Excelsior         |
|      | V     | Mamisoa Razafindrakoto              |                       |      | USCA Foot            |
|      | CS    | Pamphile Rabefitia                  |                       |      | US Stade Tamponnaise |
|      | CS    | Claudio Ramiadamanana               |                       |      | Acadèmie ny Antsika  |
|      | K     | Bota                                |                       |      | USCA Foot            |
|      | K     | Anatole Ndriamparany                |                       |      | USJF/Dina            |
|      | V     | Marco Randrianantoanina             |                       |      | Chamois Niortais FC  |
|      | V     | Léonard Baraka                      |                       |      | AS Adema             |
|      | V     | Pascal Razakanantenaina             |                       |      | St. Michel           |
|      | V     | Ali Mohamed                         |                       |      | Ascum Mahanjanga     |
|      | V     | Charles Olivier Solofonomenjanahary |                       |      | FC Asam              |
|      | KP    | Claudio Randrianantoanina           |                       |      | US Créteil-Lusitanos |
|      | KP    | Yvanes Anderson                     |                       |      | AS Adema             |
|      | KP    | Tovohery Rabenandrasana             |                       |      | AA Antsirabe         |
|      | KP    | Carlos Zozimar Dimitri              |                       |      | AA Antsirabe         |
|      | KP    | Dimby Rabearinala                   |                       |      | Ajesaia              |
|      | CS    | Tovomalala Randriambeloson          |                       |      | USJF Ravinala        |

### Híresebb játékosok
- Faneva Imà Andriantsima, az Nantes játékosa.